# Gare de Rovasenda
La gare de Rovasenda (en italien, Stazione di Rovasenda) est une des deux gares ferroviaires italiennes de la ville de Rovasenda, située en aval de colline sur la ligne de Biella à Novare, dans la province de Verceil dans la région du Piémont. En amont de la colline est située la Gare de Rovasenda Alta sur la ligne de Santhià à Arona (sans trafic).
C'est une gare voyageurs de Rete ferroviaria italiana (RFI) desservie par des trains régionaux (R) Trenitalia.

## Situation ferroviaire
Établie à environ 221 mètres d'altitude, la gare de Rovasenda est située au point kilométrique (PK) 27,537 de la ligne de Biella à Novare (voie unique), entre les gares ouvertes de Cossato et de Ghislarengo.

## Histoire
La gare a été mise en service le 18 mai 1939, devenant  pleinement opérationnelle le 20 juillet 1940 afin de compléter le réseau,  et le manque de matériel roulant.
En raison de l'altitude, il était impossible de connecter la nouvelle ligne à la station existante nécessitant la construction d'une nouvelle gare dans la vallée et d'une voie pour relier les deux lignes.
Le 21 janvier 1961, en avance de la date limite du contrat avec le Societè Ferrovia Biella Novara (SFBN), la gare et toute la ligne passent sous la direction Ferrovie dello Stato.
À partir de l'an 2000 la direction de la gare passe sous la gestion de la Rete ferroviaria italiana, et est classée dans la catégorie « Bronze ».

## Service des voyageurs

### Accueil
La gare voyageurs RFI, classée bronze, dispose d'un bâtiment voyageurs, avec salle d'attente, ouvert tous les jours. Elle est équipée d'automates pour l'achat de titres de transport.

### Desserte
Rovasenda est desservie par des trains régionaux (R) Trenitalia reliant les Novare et de Biella-San-Paolo.

Installations et desserte
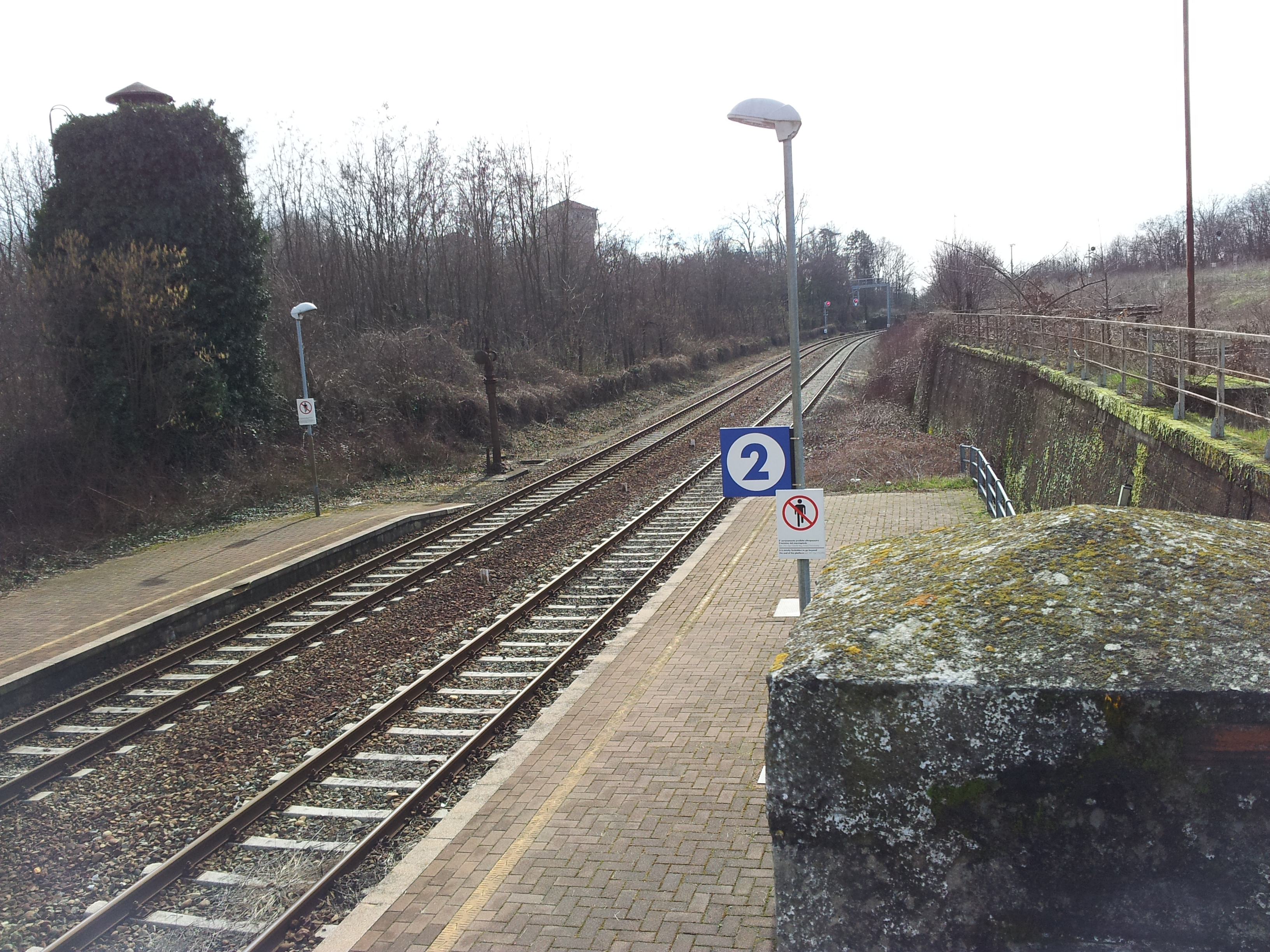
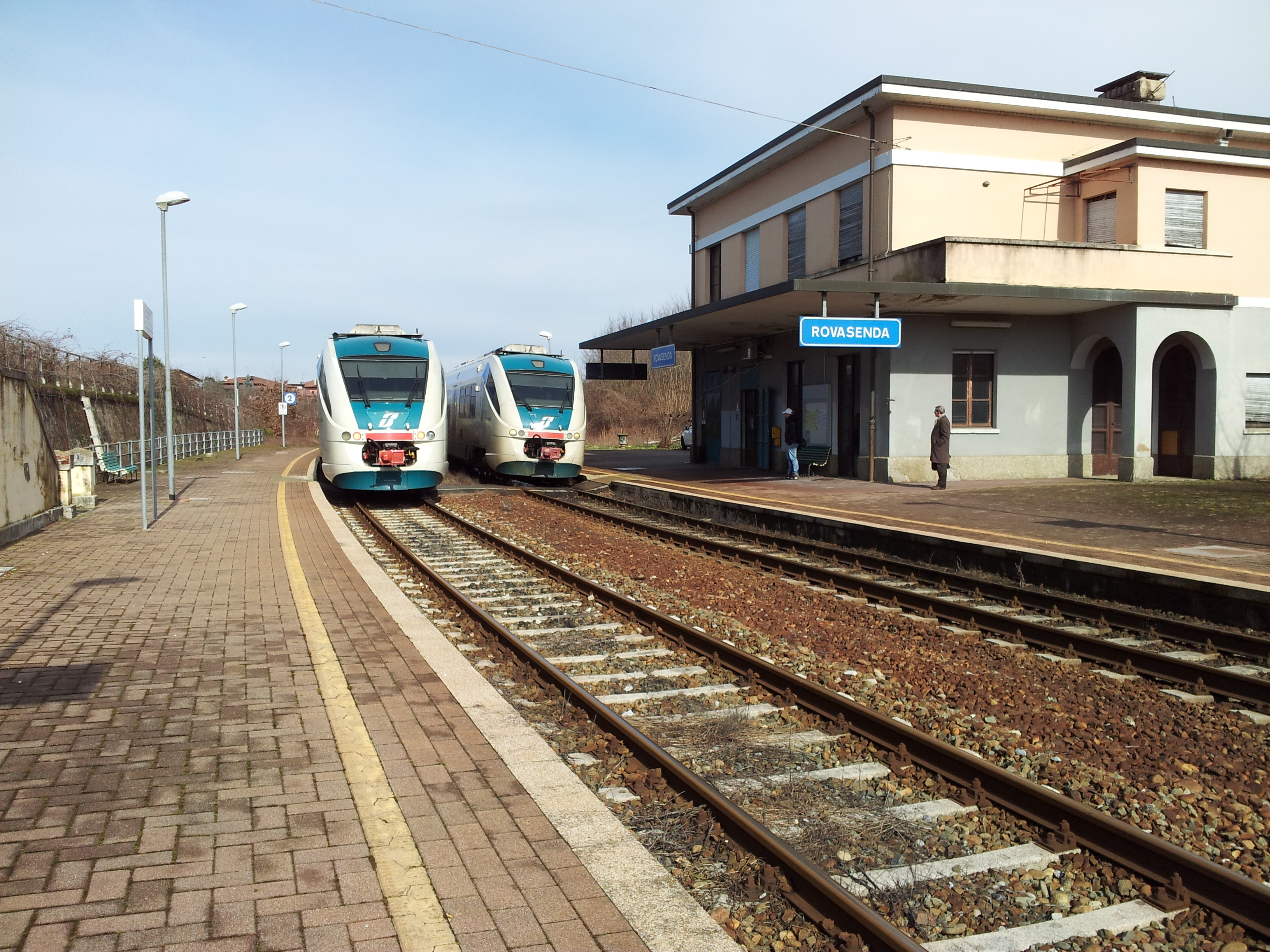
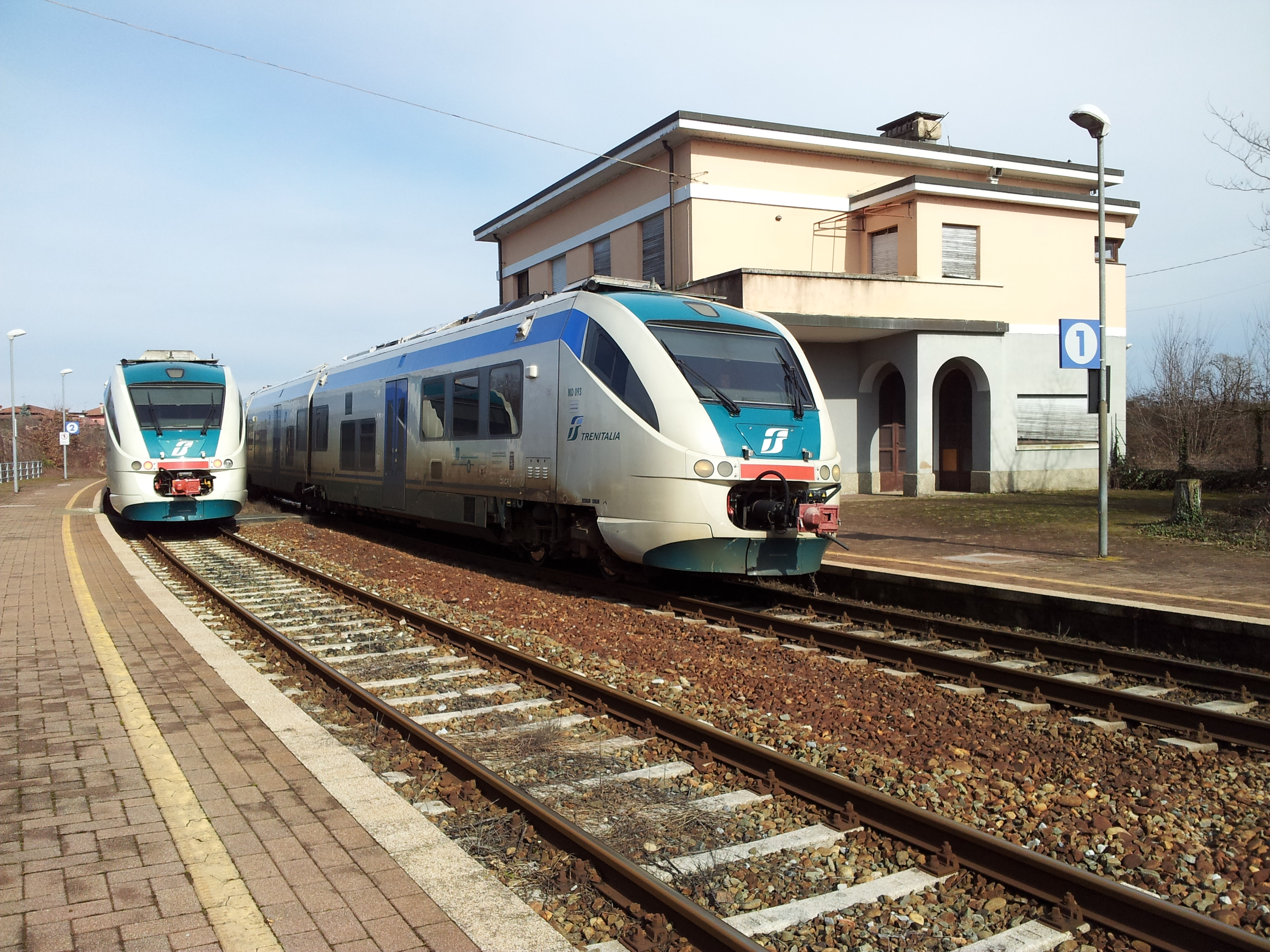

### Intermodalité
Un parc pour les vélos et un parking pour les véhicules y sont aménagés. Elle est desservie par des bus et des cars.